# Chester (métro de Toronto)
Pour les articles homonymes, voir Chester.
Chester est une station de la ligne 2 Bloor-Danforth, du métro de la ville de Toronto en Ontario au Canada. Elle est située à l'intersection entre la Danforth Avenue et la Chester Avenue.

## Situation sur le réseau

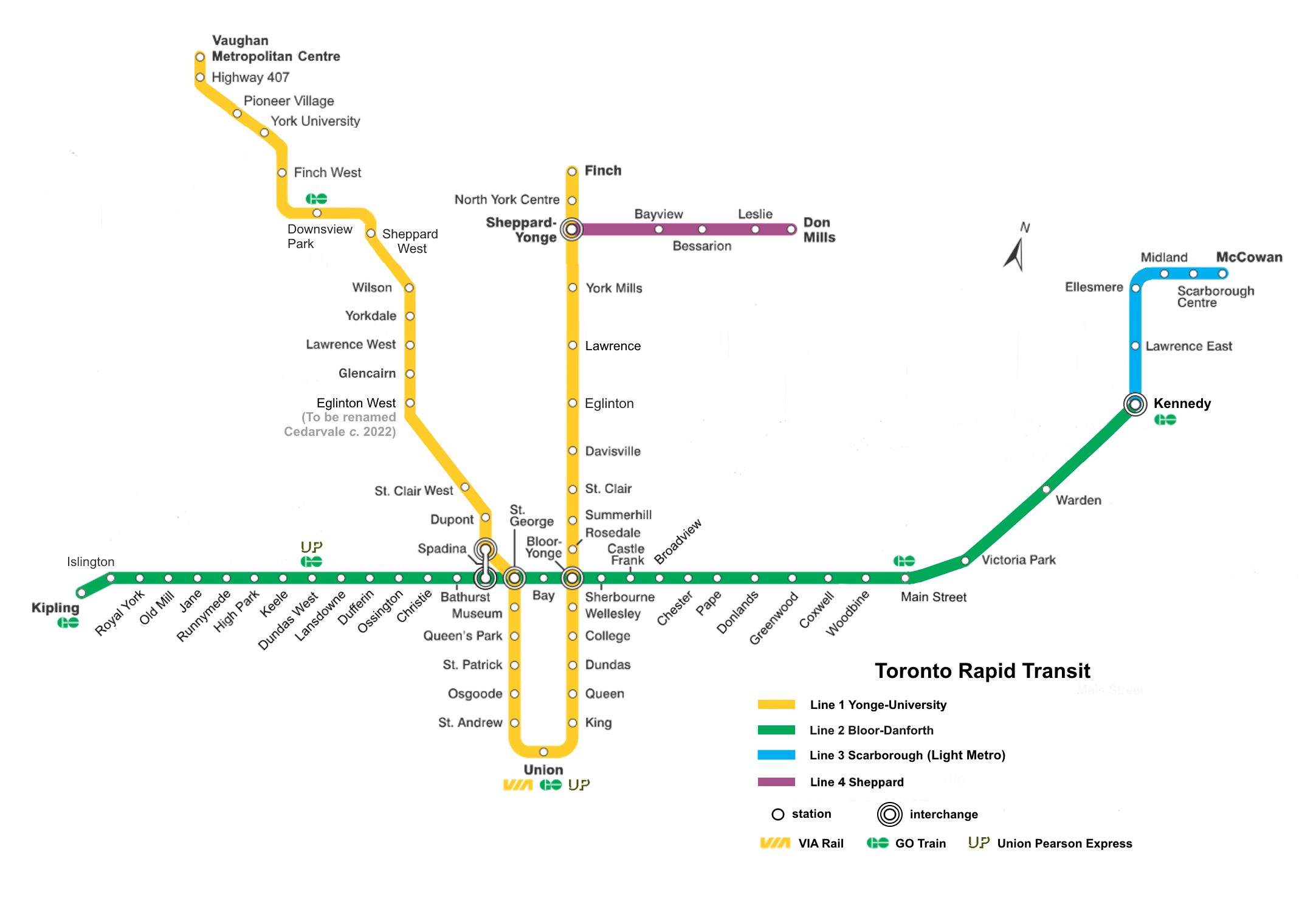
Plan du métro de Toronto (2018).

Établie en souterrain, la station Chester de la ligne 2 Bloor-Danforth, est précédée par la station Broadview, en direction du terminus Kipling, elle est suivie par la station Pape, en direction du terminus Kennedy.

## Histoire
La station Chester est mise en service le 25 février 1966.
Durant l'année 2009-2010, la fréquentation moyenne est de 6 980 passagers par jour.

## Services aux voyageurs

### Intermodalité
Aux alentours de la station, il y a des espaces de stationnement incitatif pour 83 véhicules. La station est la seule du réseau qui n'offre aucun service d'autobus connecté au service du métro.

## À proximité
- Greektown
- Withrow Park (en)